# Elektrownia Jądrowa „Żarnowiec”
Elektrownia Jądrowa „Żarnowiec” (EJŻ) – polska elektrownia jądrowa budowana w latach 1982–1989 w miejscu zlikwidowanej wsi Kartoszyno nad Jeziorem Żarnowieckim z siedzibą w Nadolu.
Oficjalna ostatnia nazwa przedsiębiorstwa brzmiała: Elektrownia Jądrowa „Żarnowiec” w budowie w likwidacji w Nadolu.
W zamyśle elektrownia miała stanowić pierwszy etap w realizacji polskiego programu energetyki jądrowej, który obejmował ponadto budowę Elektrowni Jądrowej „Warta” w miejscowości Klempicz w ówczesnym województwie pilskim . Elektrownia w Żarnowcu docelowo miała się składać z czterech bloków energetycznych napędzanych radzieckimi reaktorami WWER-440 o łącznej mocy ok. 1600 MW.
Zmiana warunków ekonomicznych w Polsce po 1989 roku, nadmiar energii elektrycznej wobec załamania produkcji przemysłowej, a także długotrwałe protesty aktywistów oraz mieszkańców i negatywny odbiór (w tym sprzeciw przeciwko budowie 86,1% biorących udział w referendum mieszkańców województwa) części społeczeństwa, który wzmógł się szczególnie po katastrofie w Czarnobylu, spowodowały, że budowa została wstrzymana i elektrownia nie powstała.
W 2011 roku Żarnowiec został przez PGE wytypowany wraz z dwiema innymi miejscowościami (Gąski oraz Choczewo) na miejsce lokalizacji pierwszej polskiej elektrowni atomowej, mającej powstać do 2020 roku. Rządowe opracowanie z roku 2014 zakładało otwarcie pierwszej polskiej elektrowni jądrowej na rok 2024. Na początku roku 2015 minister skarbu ocenił ten termin na rok 2027. W 2023 roku podjęto decyzję o zbudowaniu pływającej instalacji fotowoltaicznej na zbiornikach retencyjnych nieukończonej elektrowni.

## Założenia
Wybór lokalizacji był konsekwencją wieloletnich badań hydrologicznych, hydrochemicznych, sejsmicznych, meteorologicznych i demograficznych pod kątem miejsca budowy pierwszej w Polsce elektrowni jądrowej.
Elektrownię, która docelowo miała zajmować obszar 70 ha (z zapleczem budowlanym i obiektami wspierającymi 425 ha), stanowić miały cztery bloki wyposażone w:
- reaktory WWER-440 o mocy elektrycznej 440 MW, zaprojektowane w ZSRR, a wyprodukowane w zakładach Škoda w Czechosłowacji,
- turbozespoły typu 4K–465 produkcji zakładów Zamech w Elblągu,
- generatory GTHW–600 produkowane przez Dolmel z Wrocławia.

WWER-440 był radziecką odmianą używanego na całym świecie reaktora typu PWR, w którym chłodziwem, moderatorem i reflektorem jest zwykła woda pod ciśnieniem, w przeciwieństwie do moderowanych grafitem reaktorów RBMK, stosowanych tylko na terenie ZSRR, także w Czarnobylu. W Żarnowcu planowano uruchomić model V–213 reaktora WWER należący do reaktorów drugiej generacji.
Pierwotnie planowano uruchomienie pierwszego bloku energetycznego o mocy zainstalowanej 465 MW w roku 1989, zaś drugiego w 1990. Na przełomie lat 1983–1984 wyznaczono terminy: grudzień 1990 dla pierwszego i grudzień 1991 dla drugiego bloku. Po katastrofie w Czarnobylu w 1986 planowano dostosować elektrownię do europejskich norm bezpieczeństwa oraz wyposażyć reaktory w urządzenia automatyki Siemens AG.
Oprócz samej elektrowni, na którą miało składać się 79 budynków, rozpoczęto budowę 189 budynków tymczasowych zapleczy. W sumie wybudowano 630 obiektów, m.in.: nowoczesny ośrodek radiometeorologiczny, hotel pracowniczy, hale do produkcji prefabrykatów betonowych, ekspedycję i dworzec kolejowy, stołówkę, szatniowce. W budowę zaangażowanych było ok. 70 polskich przedsiębiorstw, m.in.: Rafako Racibórz (wytwornice pary), ZUP Nysa (skraplacze), Fakop Sosnowiec (wymienniki ciepła), Chemar Kielce (rurociągi i armatura do rurociągów), Metalchem Opole (zbiorniki awaryjnego chłodzenia reaktora, zbiorniki kwasu borowego) i wiele innych. Zawarto kontrakty z dziewięcioma przedsiębiorstwami zagranicznymi.

## Kalendarium procesu przygotowawczego

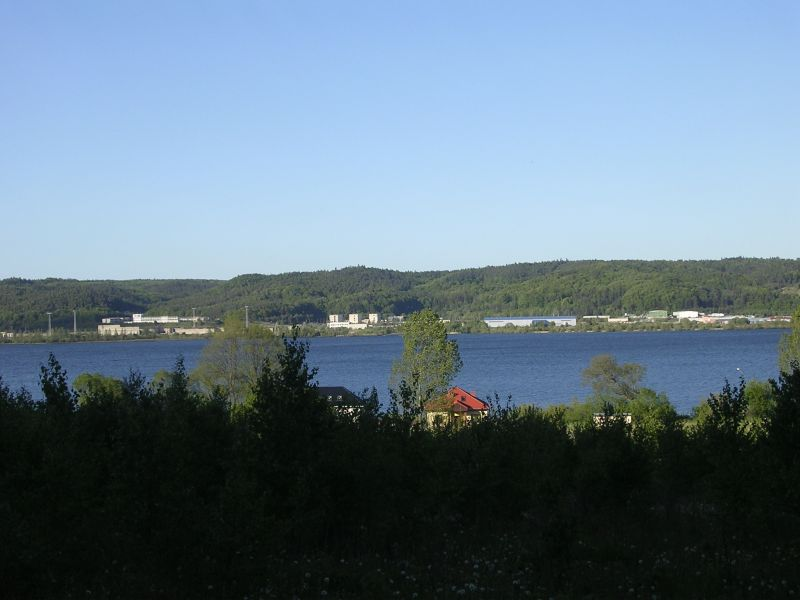
Widok na zabudowania EJ Żarnowiec (obecnie PSSE) z Nadola

- 12 sierpnia 1971 – Rząd podjął decyzję o budowie elektrowni jądrowej[10],
- 19 grudnia 1972 – Komisja Planowania przy Radzie Ministrów ustaliła lokalizację pierwszej polskiej elektrowni jądrowej we wsi Kartoszyno. Niedługo potem został otwarty posterunek radiometeorologiczny prowadzący badania klimatu, geologiczne i symulację skażeń w bezpośrednim sąsiedztwie elektrowni[11],
- 18 stycznia 1982 – Rada Ministrów podjęła uchwałę w sprawie budowy Elektrowni Jądrowej Żarnowiec[11],
- 31 marca 1982 – przekazano plac budowy generalnemu wykonawcy, którym był Energoblok-Wybrzeże; wkrótce rozpoczęto prace i przesiedlanie mieszkańców wsi Kartoszyno[11],
- 31 grudnia 1983 – Rada Ministrów podjęła Uchwałę Nr 206 o planowanym terminie oddania do eksploatacji bloków: nr 1 (grudzień 1990) i nr 2 (grudzień 1991)[11],
- 10 kwietnia 1986 – Sejm uchwalił ustawę – Prawo atomowe w Polsce – pierwszy tej rangi akt w prawie polskim normujący działalność związaną z wykorzystaniem energii jądrowej[11],
- 26 kwietnia 1986 – doszło do katastrofy w Czarnobylu, jednak budowa była kontynuowana[12]
- 2 grudnia 1989 – Rząd Tadeusza Mazowieckiego zadecydował o wstrzymaniu budowy na okres jednego roku w celu zebrania danych i opinii koniecznych do podjęcia decyzji o dalszych losach budowy[11],
- 27 maja 1990 – odbyło się lokalne referendum w województwie gdańskim; przy frekwencji wynoszącej 44,3% uprawnionych do głosowania przeciwko budowie opowiedziało się 86,1%, za budową elektrowni – 13,9% głosujących
- 17 grudnia 1990 – Rada Ministrów podjęła Uchwałę nr 204 w sprawie postawienia „Elektrowni Jądrowej Żarnowiec w Budowie” w stan likwidacji; termin likwidacji wyznaczono na 31 grudnia 1992[11],
- 13 stycznia 2009 – Rada Ministrów podjęła decyzje o rozpoczęciu prac nad nowym Programem Polskiej Energetyki Jądrowej[13]
- lipiec 2009 – pełnomocnik ds. energetyki jądrowej – Hanna Trojanowska zapowiada, że Żarnowiec ma przewagę nad innymi przewidywanymi lokalizacjami budowy nowej elektrowni jądrowej[14].
- 16 marca 2010 – Żarnowiec wygrał ranking lokalizacji na budowę elektrowni jądrowej. Jej planowany koszt wynosił ok. 10 mld euro, a zakończenie budowy przewidywano na rok 2020[15].

## Protesty
Plany budowy od początku budziły sprzeciw części społeczeństwa, choć okoliczni mieszkańcy byli jej w większości przychylni. W warunkach politycznych PRL nie mogły one przybrać jednak zbyt ostrych form i sprowadzały się głównie do tworzenia list protestacyjnych wysyłanych do władz oraz gromadzenia informacji na temat potencjalnych skutków ekologicznych budowy. Protesty nie przybrały znacząco na sile nawet po katastrofie w Czarnobylu w 1986 r. Najbardziej aktywnymi uczestnikami protestów były organizacje aktywistów, a wśród nich przede wszystkim:
- Franciszkański Ruch Ekologiczny (FRE), który od 1986 do 1988 zorganizował serię wykładów prezentujących potencjalne zagrożenia budową elektrowni, serię minikonferencji w Gdańskim Towarzystwie Naukowym, a następnie czynnie przyłączył się do protestów; do najbardziej znanych działaczy tego ruchu należeli Jerzy Jaśkowski, Władysław Dobrowolski i Tomasz Burek
- Gdańskie Forum Ekologiczne, które postawiło sobie za jeden z głównych celów niedopuszczenie do rozwoju energetyki jądrowej w Polsce i było głównym organizatorem trwających od 1988 publicznych akcji protestacyjnych, polegających na organizowaniu manifestacji przed bramami budowy, rozrzucaniu ulotek w Trójmieście, wysyłaniu setek listów do władz
- organizacje ogólnopolskie, w tym: Ruch Wolność i Pokój (WiP) oraz „Wolę być”, które stosowały najostrzejsze formy protestu w postaci licznych akcji blokowania dróg razem z miejscową ludnością oraz 63-dniowej głodówki. Uczestnicy protestu powoływali się też na negatywną ocenę bezpieczeństwa uruchomienia elektrowni dokonaną przez pracowników Państwowej Agencji Atomistyki, Andrzeja Wierusza i Mirosława Dakowskiego.

Protesty przybrały na sile po 1989 r. W 1990 r., równolegle z pierwszymi wyborami samorządowymi, zorganizowano referendum lokalne w tej sprawie. Poprzedziły je szeroko zakrojone akcje ulotkowe i plakatowe gdańskich organizacji sprzeciwiających się budowie elektrowni. W ramach tej inicjatywy propagandowej w dużym stopniu wykorzystywano łatwe w odbiorze (ale nieprawdziwe) stwierdzenia o planach montażu w Żarnowcu reaktora identycznego z wykorzystywanym w Czarnobylu, o „głębinowych ruchach tektonicznych”, które miałyby doprowadzić do zerwania wałów górnego zbiornika elektrowni szczytowo-pompowej i zalania elektrowni jądrowej, czy też o nieuchronnym skażeniu radioaktywnym jeziora wynikającym z zastosowania otwartego układu chłodzenia. W referendum wzięło udział 44,3% uprawnionych do głosowania, z których 86,1% głosowało przeciw budowie, a 13,9% – za.
Ze względu na zbyt małą frekwencję referendum nie było prawnie wiążące i budowa elektrowni trwała nadal, co wywołało kolejną, jeszcze ostrzejszą od poprzednich, falę protestów społecznych, w których – w odróżnieniu od akcji z 1988 – uczestniczyła przede wszystkim ludność miejscowa. Mieszkańcy tarasowali okresowo drogi dojazdowe na budowę ciągnikami i maszynami rolniczymi, dość skutecznie ją paraliżując.

## Zamknięcie budowy

### Powody
Według Tadeusza Syryjczyka, ministra przemysłu w rządzie Tadeusza Mazowieckiego wpływ na podjęcie decyzji o likwidacji budowy Elektrowni Jądrowej Żarnowiec miały następujące czynniki :
1. zbędność dla wewnętrznego bilansu energetycznego
2. wątpliwa rentowność w porównaniu do elektrowni konwencjonalnych
3. niejednoznaczność kwestii bezpieczeństwa – niezależnie od negatywnego dla budowy nastawienia opinii publicznej

Jedna z konkluzji Syryjczyka głosiła:
EJŻ jest inwestycją zbędną dla polskiego systemu energetycznego w horyzoncie 10 do 20 lat, a potem wcale nie ma pewności, że energetyka jądrowa będzie potrzebna.
Po przedłożeniu rekomendacji ministra Syryjczyka, Rada Ministrów w dniu 4 września 1990 roku podjęła decyzję o zaniechaniu budowy EJŻ.

### Konsekwencje

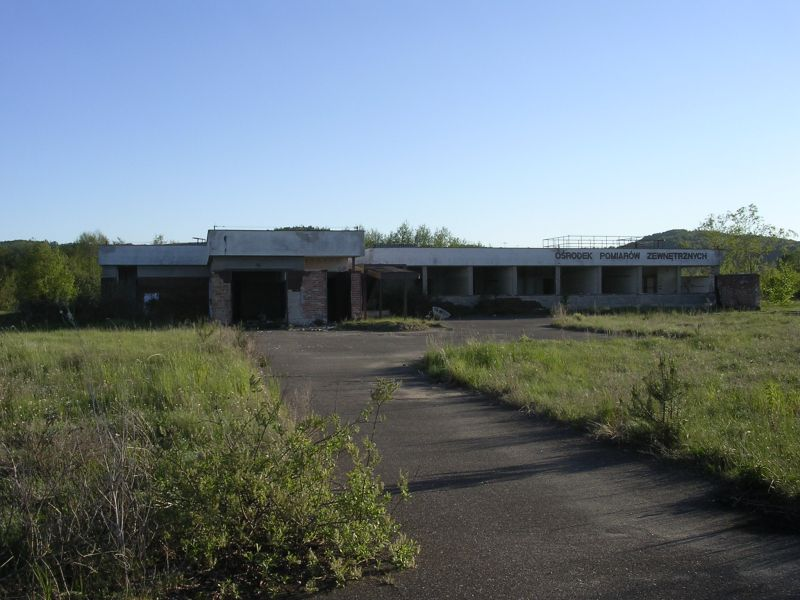
Zdewastowany Ośrodek Pomiarów Zewnętrznych

Po zamknięciu budowy z dnia na dzień tysiące drogich urządzeń przeznaczonych do montażu w elektrowni stały się bezużyteczne. Dwa z czterech reaktorów zezłomowano. Jeden z pozostałych reaktorów odkupiła od Polski za symboliczną kwotę elektrownia jądrowa Loviisa. Drugi znajduje się obecnie w Centrum Szkoleń Elektrowni Jądrowej Paks na Węgrzech.
Wraz z przekazaniem terenu elektrowni samorządowi lokalnemu rozpoczął się okres niszczenia budynków i urządzeń EJŻ, w tym kradzieży. Często przytaczanymi przykładami tego zjawiska były kompletnie zdewastowany luksusowy hotel robotniczy oraz nowoczesny Ośrodek Pomiarów Zewnętrznych. Zdarzały się też przypadki wandalizmu, także ze strony osób zatrudnionych do ochrony majątku elektrowni (np. wybijanie szyb). Część budynków, np. cztery piętrowe baraki administracyjne pochodzące z początków budowy, rozebrano dopiero w sierpniu-wrześniu 2020. W wyniku wyłączenia pomp usuwających wodę z położonych poniżej poziomu jeziora fundamentów, w niedługim czasie główny budynek siłowni został zalany przez wody zaskórne.
Aby ratować pozostawione samym sobie zespoły przemysłowe, na terenie elektrowni utworzono w 1993 roku Strefę Ekonomiczną Żarnowiec. 9 października 1997 obszar ten stał się częścią nowo powstałej Specjalnej Strefy Ekonomicznej Żarnowiec-Tczew (obecna nazwa: Pomorska Specjalna Strefa Ekonomiczna). Jednymi z pierwszych uruchomionych w strefie firm były: drukarnia, producent środków ochrony roślin, fabryka rur i nieistniejąca dziś wytwórnia chipsów.
Nie zadbano jednak o należyte połączenia komunikacyjne ze znacznie oddalonymi, większymi aglomeracjami, a wybudowaną zelektryfikowaną linię kolejową (linia ta w latach 80. XX wieku miała stanowić element zelektryfikowanego połączenia do Elektrowni Jądrowej w Żarnowcu – perspektywicznego rozszerzenia sieci trójmiejskiej SKM) całkowicie zdemontowano, a samą linię zawieszono. Spowodowało to brak zainteresowania zarówno ze strony inwestorów, jak i ze strony potencjalnych wykwalifikowanych pracowników. Wiele planowanych w Strefie inwestycji (np. elektrownia gazowa) nie doszło do skutku.
Obecnie w Kartoszynie działa ponad dwadzieścia przedsiębiorstw różnorodnych branż. Źródła bliskie zwolennikom budowy elektrowni podają, że straty z powodu jej zaniechania mogły sięgnąć nawet dwóch miliardów dolarów.

## Po zamknięciu budowy

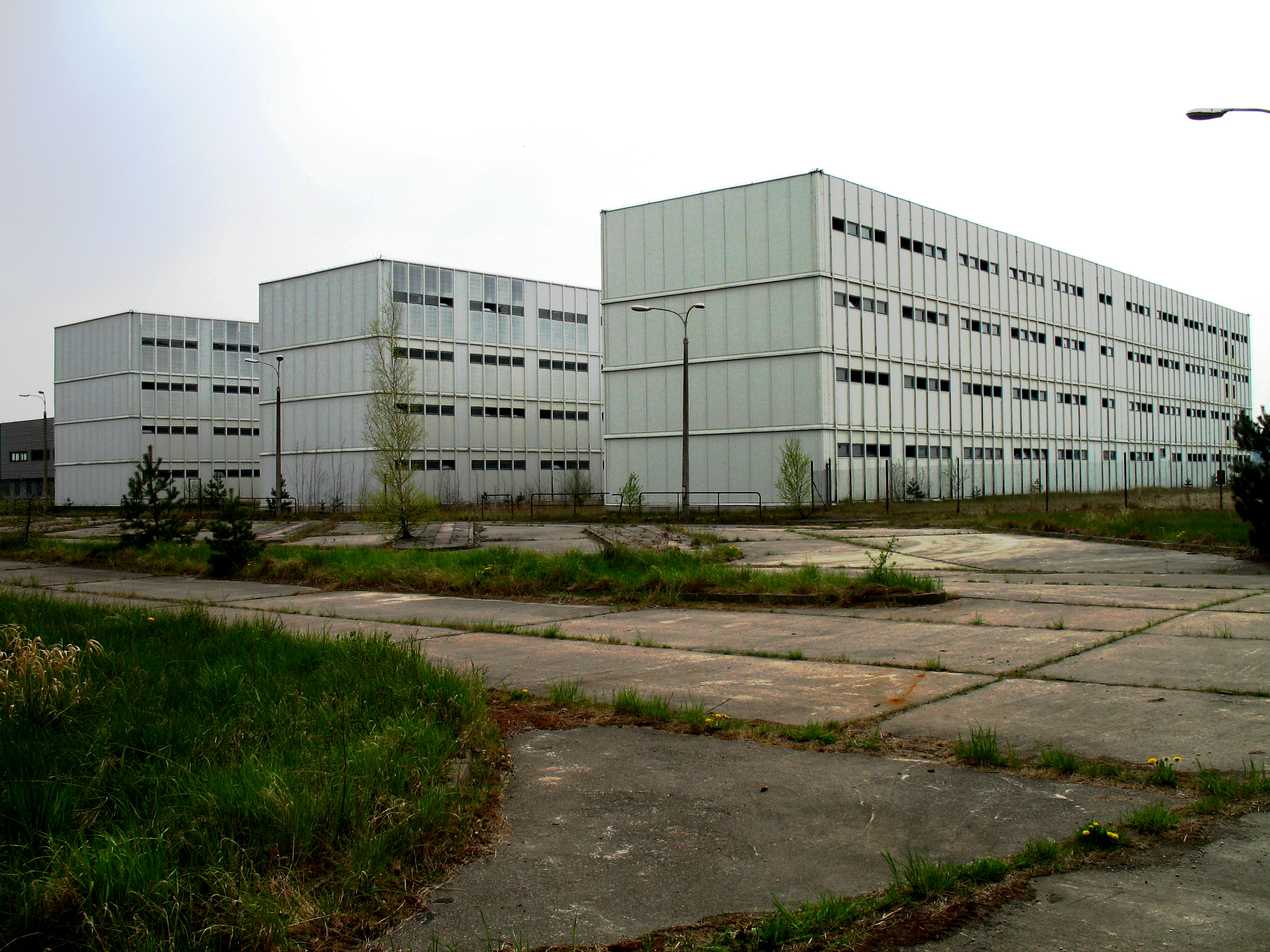
Szatniowce

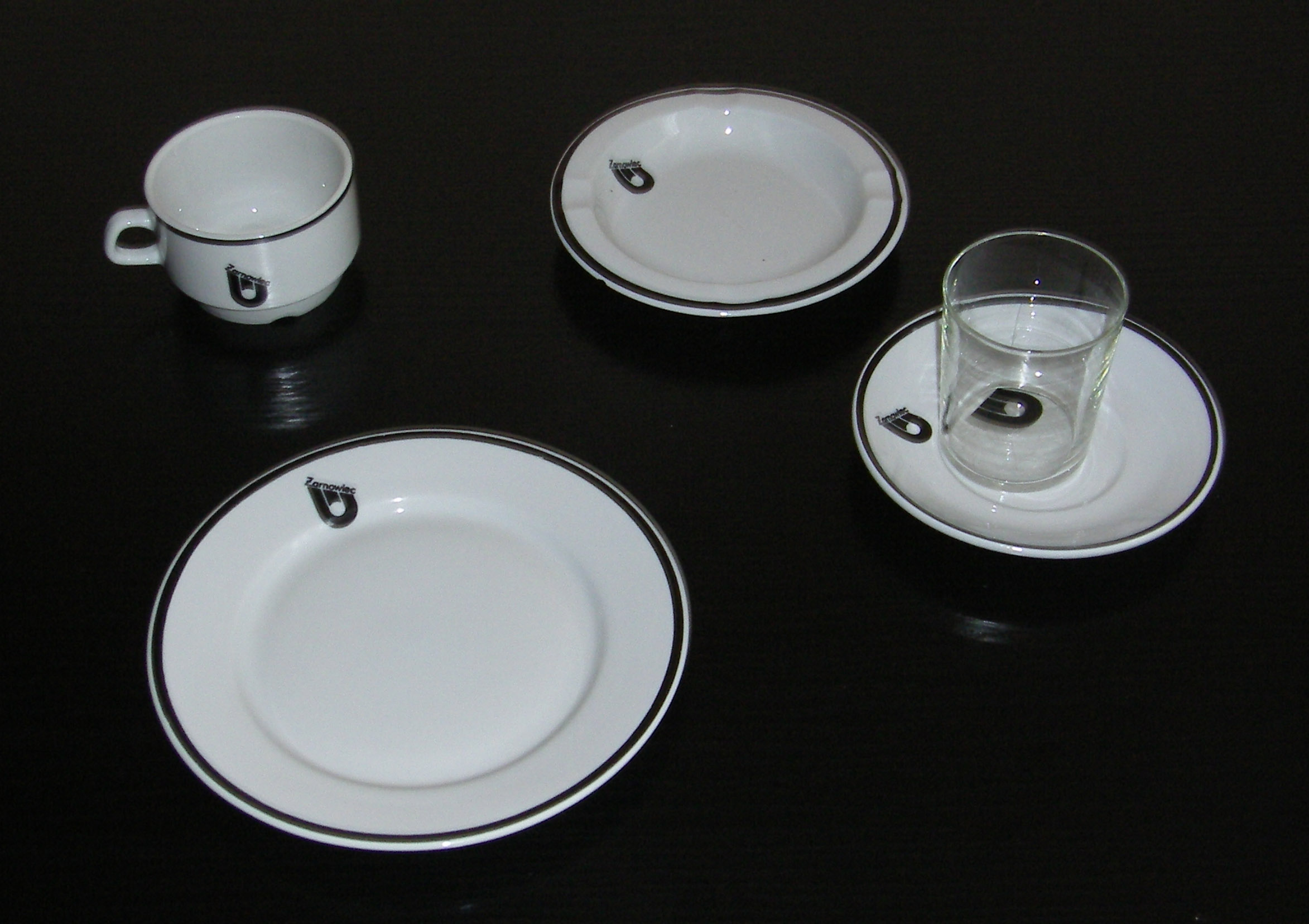
Część zastawy z logo elektrowni

W wyniku zastosowania otwartego układu chłodzenia, po uruchomieniu elektrowni temperatura wody w Jeziorze Żarnowieckim wzrosłaby średnio o 10 °C. Przy silnych mrozach utrzymywałaby się ona na poziomie kilkunastu stopni powyżej zera. W związku z tym, aby zapobiec zbytniemu rozrostowi flory, planowano zmienić ekosystem jeziora poprzez zarybienie go gatunkami ciepłolubnymi, np. roślinożernym amurem. W tym celu zezwolono na masowy odłów gatunków drapieżnych, mogących zagrozić gatunkom roślinożernym. Po zamknięciu budowy nie zmieniono przepisów, co przyczyniło się do praktycznie całkowitego wytrzebienia fauny jeziora. Skutkiem działania elektrowni szczytowo-pompowej są wahania poziomu wody w jeziorze, w wyniku czego można zaobserwować erozję gleby na jego brzegach.
Po trzęsieniu ziemi w Królewcu w 2004 bezpieczeństwo sejsmiczne Polski północnej zostało zakwestionowane.
Jednym ze śladów po EJŻ jest specjalna zastawa stołowa z logo elektrowni produkcji Zakładów „Lubiana”.
Ośrodek Pomiarów Zewnętrznych działał aż do 2002 roku, kiedy to upadła opiekująca się nim firma. Wyposażony był m.in. w radar meteorologiczny Plessey WF3. Urządzenie zostało zniszczone przez złodziei złomu.
W czasie budowy elektrowni i nasilających się protestów powstał neologizm „Żarnobyl” będący zlepkiem dwóch nazw miejscowości – Żarnowca i owianego złą sławą Czarnobyla. Po latach określenie nabrało dodatkowego znaczenia. Ruina, w jaką popadła budowa niedoszłej elektrowni, nasuwa pewne skojarzenia z wymarłym miastem Prypeć opustoszałym po czarnobylskiej katastrofie.
W 2005 roku pojawiły się plany budowy nowej elektrowni jądrowej niedaleko strefy ekonomicznej. Ministerstwo Gospodarki i Pracy wydało też obwieszczenie z dnia 1 lipca 2005 roku „Polityka energetyczna dla Polski do 2025 roku”, w którym znalazł się zapis Oddzielny problem to potrzeba przekazywania rzetelnych informacji o energetyce atomowej w związku z przewidywaną możliwością wprowadzenia w Polsce tego rodzaju generacji energii elektrycznej. W 2008 roku Minister Gospodarki zapowiedział przyjęcie nowego programu „Polityka energetyczna Polski do 2030 r.”.
Według sondażu przeprowadzonego na zlecenie „Rzeczpospolitej” w 2008 roku, ponad połowa Polaków nie chciała budowy w kraju elektrowni atomowej, co trzecia osoba wyraziła poparcie, a co dziesiąta nie miała zdania. Państwowa Agencja Atomistyki wytypowała na lokalizację przyszłej elektrowni już wcześniej rozpatrywane Żarnowiec i Klempicz, ale także 6 lokalizacji zastępczych i 5 lokalizacji na składowanie odpadów.